# Burgruine Rottenburg
Die Burgruine Rottenburg ist die Ruine einer Höhenburg auf einer felsigen Waldkuppe in der Gemeinde Buch in Tirol.

## Geschichte

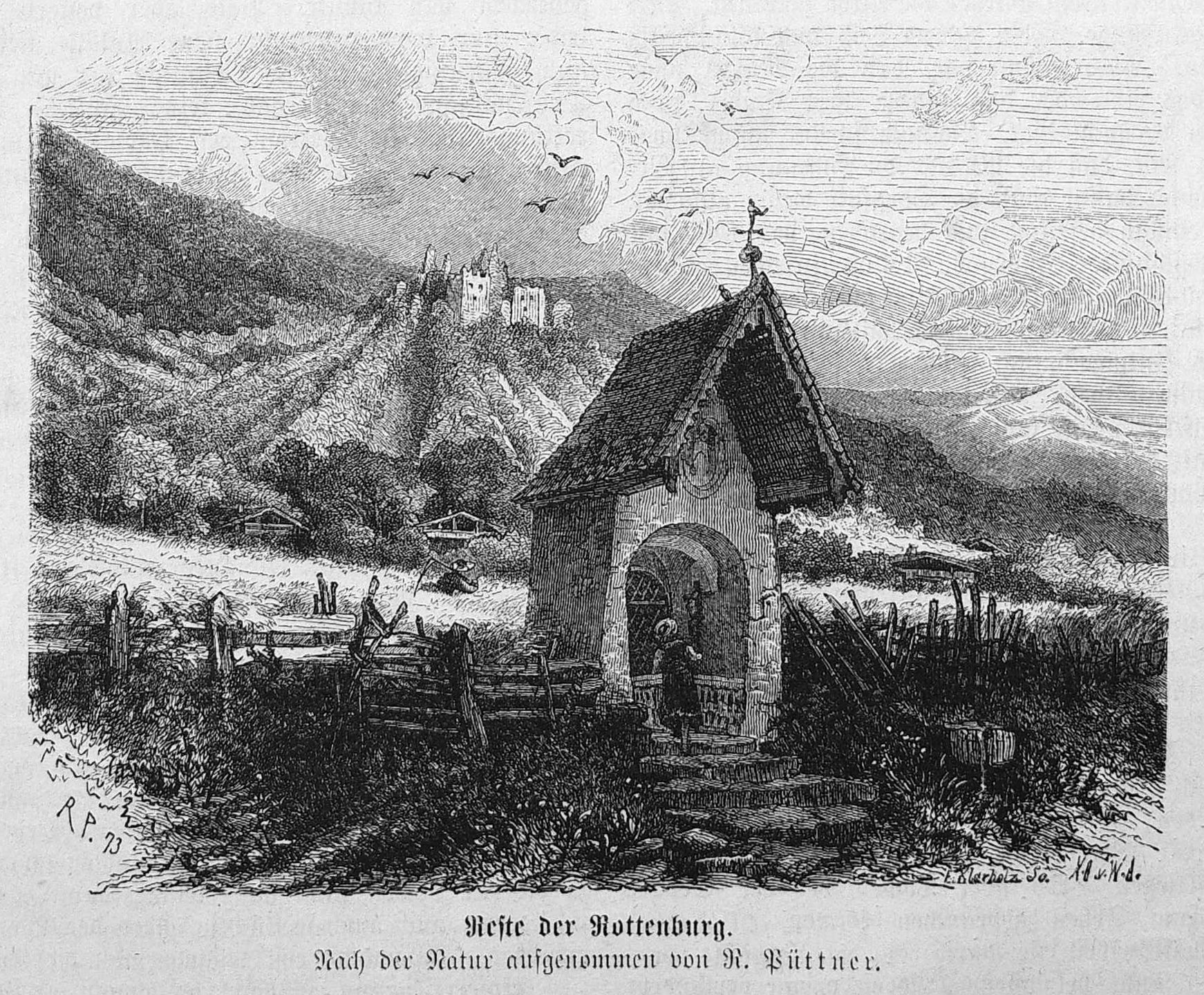
Die Ruine um 1874

Die Rottenburg wurde 1149 erstmals urkundlich genannt. Sie war der Stammsitz der ursprünglich andechsischen Ministerialen von Rottenburg und befand sich in deren Eigentum bis zum Aussterben der Familie 1411. Der letzte Graf von Rottenburg, Heinrich VI., stand in scharfer Opposition zu seinem Landesherrn, Friedrich IV. Die von ihm angeführte „Rottenburger Fehde“ endete mit seinem Tod sowie mit der Belagerung, Einnahme und Zerstörung der Rottenburg. Friedrich IV. ließ die Anlage schleifen; sein Nachfolger Siegmund veranlasste jedoch einen Wiederaufbau. 1468 ging die Burg als tirolerisches Pfandlehen an Mathias Türndl, 1474 an Lichtenstein, 1502 an Tänzl, 1515 an Schurff, 1567 an Schidenhofen. 1594 wurde der Gerichtssitz nach Thurneck-Rotholz verlegt. Damit begann der Verfall der Burg. 1596 ging die Burg an Markgraf Karl N. Burgau, 1613 an Pechio, 1672 an Wolfsthurn, 1704 als Mannslehen an die Grafen von Tannenberg, 1846 an die Grafen von Enzenberg, 1860 an die bischöfliche Mensa Brixen.

## Burgruine
Auf der Kuppenspitze steht der von Herzog Sigmund unter Verwendung älterer Mauerteile errichtete, rechteckige Hauptbau. Im Obergeschoß sind gegen Südosten die Reste eines Erkers mit Kragsteinen aus Tuff erhalten. Tieferliegend, gegen Norden stand eine Vorburg aus dem 13. Jahrhundert mit vier nach innen offenen Schalentürmen. Der letzte erhaltene Schalenturm wurde am Anfang des 20. Jahrhunderts abgetragen.

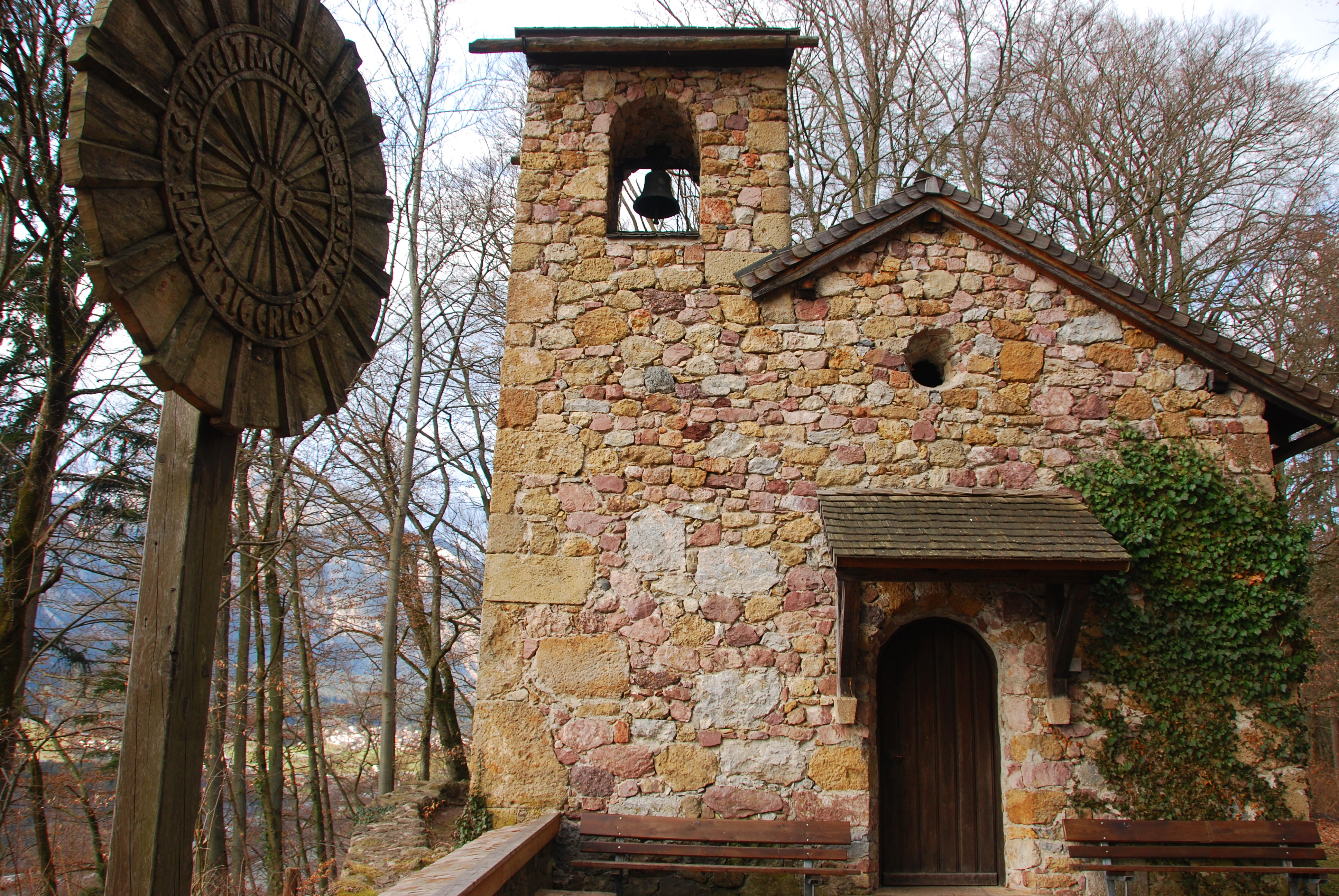
Kapelle hl. Notburga

## Kapelle hl. Notburga in der Rottenburg
Die heilige Notburga von Rattenberg lebte als Magd der Herren von Rottenburg auf der Burg. Ihr zu Ehren wurde in der Ruine von 1956 bis 1957 vom Architekten Josef Menardi eine Kapelle erbaut. Das Fresko Notburgalegende in einer Rundbogennische an der Südseite malte Carl Rieder. Das Kruzifix schuf der Bildhauer Hans Buchgschwenter.